# Der wunderbare Flimmerkasten
Der wunderbare Flimmerkasten (Originaltitel: The Magic Box) ist ein britischer Film des Regisseurs John Boulting aus dem Jahr 1951. Der Film behandelt das Leben des britischen Fotografen und Erfinders William Friese-Greene (1855–1921).

## Handlung
Der Erfinder William Friese-Greene lebt von seiner Frau getrennt und ist in finanziellen Nöten, als er 1921 eine Filmkonferenz in London besucht. Es betrübt ihn, dass alle Besucher der Konferenz nur Geschäftsleute sind. Er versucht, eine Rede zu halten, aber niemand hört ihm zu. Er setzt sich wieder und denkt an die frühen Tage des Kinos zurück.
Der junge Willie arbeitet als Assistant beim Fotografen Maurice Guttenberg. Unzufrieden mit den Arbeitsbedingungen eröffnet er sein eigenes Studio. Zunächst läuft das Geschäft nicht gut, aber nach und nach kann er weitere Studios eröffnen. Mehr als die Arbeit im Studio interessiert ihn jedoch das Tüfteln an Filmkameras. Für seine Arbeiten gibt er Unsummen aus, so dass er bald pleite ist. Zu Beginn des Ersten Weltkriegs ziehen seine Söhne in den Krieg, auch um mit ihrem Sold die Eltern von den Schulden zu befreien.
Eine geschäftliche Partnerschaft schlägt fehl und Friese-Greene ist erneut mittellos. Schließlich gelingt es ihm jedoch, einen Kurzfilm, den er im Hydepark aufgenommen hat, abzuspielen. Überglücklich läuft er auf der Straße einem Polizisten in die Arme. Der verblüffte Polizist versteht nicht recht, welche Erfindung Friese-Greene ihm dort präsentiert.
Wieder auf der Konferenz steht Friese-Greene erneut auf und versucht, zu sprechen, wird jedoch aufgrund seines unverständlichen Gestammels erneut zum Hinsetzen gezwungen. Wieder an seinem Platz, bricht er zusammen und stirbt. Der herbeigerufene Arzt findet in seinen Taschen gerade noch genug Geld für ein Kinoticket.

## Hintergrund
Der Film entstand als Beitrag der britischen Filmbranche zum Festival of Britain im Jahr 1951. Zahlreiche britische Darsteller verzichteten auf ihre üblichen Gagen, um an der Produktion beteiligt zu sein. Bis in kleinste Nebenrollen war der Film mit Filmstars wie Laurence Olivier, Joyce Grenfell, Miles Malleson, Michael Redgrave, Eric Portman, Emlyn Williams, Richard Attenborough, Peter Ustinov, Cecil Parker und Kay Walsh besetzt. Die Hauptrolle übernahm der Oscarpreisträger Robert Donat.
Das Drehbuch verfasste Eric Ambler, basierend auf der umstrittenen Biografie Friese-Greene: Close-up of an Inventor von Ray Allister aus dem Jahr 1948. Buch und Film stellen Friese-Green als „Erfinder“ der Aufnahme bewegter Bilder im Jahr 1889 dar, obwohl Louis Le Prince dies bereits 1888 gelungen war. Unbestritten ist freilich, dass Friese-Green zu den Pionieren der Filmkunst zählt.
Seine Premiere feierte der Film im Dezember 1951. Am 21. Januar 1952 lief er regulär in den britischen Kinos an.

## Kritik
Das Lexikon des internationalen Films urteilte, die Filmproduktion sei eine „[ü]berzeugende, in Rückblenden erzählte Biografie“ und setze „einem weithin vergessenen Filmpionier ein Denkmal“. Auch in den Nebenrollen sei der Film mit „zeitgenössischer Darstellerprominenz“ besetzt.
Variety bezeichnete den Film als ein Werk von „großer Ernsthaftigkeit und Rechtschaffenheit“, aufgeladen mit der „Dramatik des wahren Lebens“, der vor allem dank „hervorragender“ Schauspielerleistungen und „intelligenter Regie“ überzeuge.

## Auszeichnungen
- BAFTA Awards 1952: Nominierung in der Kategorie Bester Film
- BAFTA Awards 1952: Nominierung in der Kategorie Bester britischer Film
- Bambi 1952: Auszeichnung in der Kategorie Schauspieler National für Maria Schell